# Thüringer Tal
Das Thüringer Tal ist ein etwa drei Kilometer langer Einschnitt des Thüringer Waldes in der Gemeinde Bad Liebenstein im Wartburgkreis.

## Lage und Verlauf
Das Thüringer Tal beginnt in der Nähe des ehemaligen Ferienobjektes Krätzersrasen unterhalb des Dreiherrenstein am Großen Weißenberg und endet mit der Farnbachversickerung unterhalb Atterodes. Von da an bis nach Bairoda verliert es die Gestalt eines offenen Tales; beim Katzenstein führt nur noch ein kleines Rinnsal vorbei. Der Name Thüringer Tal ist für die folgenden Kilometer des Bachlaufes bis zur Mündung in die Werra nicht gebräuchlich.

## Natur
Unterhalb des Krätzersrasen ist Buchenmischwald vorherrschend. Bei Atterode weitet sich das Tal auf, so dass nun Wiesen vorherrschend sind. Zwischen Burgberg und Katzenstein ist das nun wieder sehr schmale Tal erneut bewaldet.
Umrahmt wird das Thüringer Tal rechtsseitig vom Schnepfenberg (677 m), Bommelhauck (684 m) und Weißer Stein (625 m) sowie linksseitig vom Unteren Beerberg (711 m), Rennwegskopf (729 m) und Judenkopf (712 m). Am unteren Ende des Tales liegen der Katzenstein (455 m; ein Ausläufer der Hohen Klinge) und der Linsenkopf (458 m; ein Ausläufer des Burgberges).

## Besonderheiten
Im Bad Liebensteiner Zechsteingürtel entstanden durch chemische Verwitterung etliche Höhlen und Grotten (siehe auch Altensteiner Höhle). In diesem Zusammenhang steht auch die sogenannte Farnbachversickerung in der Nähe des Wanderweges Gleisdreieck–Hohe Klinge. Nur bei Starkniederschlägen führt der Farnbach unterhalb dieses Bereichs Wasser. Es konnten hydraulische Verbindungen zwischen dieser Stelle, dem Erdfallwasser am Hotel Kaiserhof in Bad Liebenstein und dem Getränksloch – einer nur zeitweise aktiven Quelle zwischen Bad Liebenstein und Steinbach nachgewiesen werden. Beide Stellen sind mehr als einen Kilometer von der Versickerung entfernt.